# Нейкшаны
Нейкшаны (латыш. Neikšāni) — населённый пункт в Дагдском крае Латвии. Административный центр Кеповской волости. Расстояние до города Краслава составляет около 58 км, до Дагды — 20 км. По данным на 2015 год, в населённом пункте проживал 41 человек. Есть волостная администрация, библиотека, дом культуры, фельдшерско-акушерский пункт, почтовое отделение, магазин.

## История
В советское время населённый пункт носил название Ошупе и был центром Кеповского сельсовета Краславского района. В селе располагалась центральная усадьба колхоза «Ошупе».